# Haliclona albifragilis
Haliclona albifragilis är en svampdjursart som först beskrevs av George John Hechtel 1965.  Haliclona albifragilis ingår i släktet Haliclona och familjen Chalinidae.
Artens utbredningsområde är Jamaica. Inga underarter finns listade i Catalogue of Life.